# Barbastella barbastellus
Il barbastello (Barbastella barbastellus  Schreber, 1774) è un pipistrello della famiglia dei Vespertilionidi diffuso nell'Ecozona paleartica.

## Descrizione

### Dimensioni
Pipistrello di piccole dimensioni, con la lunghezza della testa e del corpo tra 45 e 60 mm, la lunghezza dell'avambraccio tra 31 e 43 mm, la lunghezza della coda tra 36 e 52 mm, la lunghezza delle orecchie tra 12 e 18 mm e un peso fino a 13,5 g.

### Aspetto
La pelliccia è lunga. Le parti dorsali variano dal marrone scuro al nerastro, con le punte dei peli sulle spalle giallo-brunastre, mentre le parti ventrali sono grigio scure. Il muso è corto, largo, tronco e con due rigonfiamenti ghiandolari densamente ricoperti di peli sui lati. Il labbro superiore è densamente frangiato, mentre le narici si aprono verso l'alto e all'infuori. Le orecchie sono grandi ma non allungate, unite alla base, rivolte in avanti e con un lobo antitragale alla base del bordo esterno. Il trago è lungo circa la metà del padiglione auricolare, appuntito e ricoperto di peli. Le membrane alari variano dal bruno-grigiastro al bruno-nerastro, sono larghe con l'estremità appuntita e attaccate posteriormente alla base dell'alluce. La punta della coda si estende leggermente oltre l'ampio uropatagio. Gli arti inferiori sono allungati. Il cariotipo è 2n=32 FNa=50.

### Ecolocazione
Emette ultrasuoni a basso ciclo di lavoro con impulsi di breve durata a frequenza quasi costante tra 32,6 e 34,8 kHz.

## Biologia

### Comportamento
In estate si rifugia negli edifici, talvolta cavità degli alberi e nella parte più meridionale dell'areale anche nelle grotte dove forma vivai formati da circa 5-30 femmine. In inverno preferisce grotte, cantine e miniere con temperature di 0-8 °C, ma molto spesso anche ben al disotto dello zero termico a circa -6 °C.  Potendo resistere per breve tempo anche a temperature fino a -16,5 °C, questo pipistrello può cambiare i ricoveri anche in pieno inverno e disporsi vicino alle entrate in presenza di ghiaccio o neve. Entra in ibernazione da ottobre ad aprile solitariamente o in grossi gruppi fino anche a 7.800 individui, talvolta insieme ai pipistrelli nani. L'attività predatoria solitamente inizia molto presto, anche con la luce del giorno e con cattivo tempo. Stabilisce dei percorsi regolari circolari di circa 50-100 metri di diametro a circa 4-5 metri dal suolo. Il volo è agile e manovrato, lento e fluttuante. Può effettuare spostamenti fino a 290 km, ma principalmente tende ad essere sedentario.

### Alimentazione
Si nutre di piccoli insetti catturati in volo o sopra rami di alberi o sul fogliame sopra specchi d'acqua, nei boschi o lungo i loro margini, nei giardini e nelle strade illuminate. 

### Riproduzione
Danno alla luce un piccolo alla volta a partire da metà giugno e dopo una gestazione di 6 mesi. Il nascituro raggiunge le dimensioni adulte dopo 8-9 settimane di vita. L'aspettativa di vita è di 21 anni e 9 mesi. Le femmine diventano mature sessualmente dopo due anni di età.

## Distribuzione e habitat
Questa specie è diffusa in Europa ad est fino alla Bielorussia, Ucraina centrale e Crimea; nel Caucaso, in Marocco, sulle Isole Canarie, Isole Britanniche, Isole Baleari, Corsica, Sardegna e Sicilia. Si è probabilmente estinta in Belgio. In Italia è presente su tutto il territorio eccetto il versante adriatico dalle Marche alla Puglia.
Vive nelle zone boscose collinari e montane e anche in zone urbane fino a 2.260 metri di altitudine.

## Tassonomia
Sono state riconosciute 2 sottospecie:
- B.b.barbastellus: Marocco centrale; Portogallo, Spagna, Francia, Paesi Bassi, Lussemburgo, Gran Bretagna, Irlanda, Svizzera, Austria, Germania, isola danese di Sjælland, Svezia meridionale, isola di Gotland, Polonia, Repubblica Ceca, Slovacchia, Ungheria, Slovenia, Bosnia ed Erzegovina, Croazia, Montenegro, Macedonia, Serbia, Grecia nord-orientale, Bulgaria, Romania, Moldavia, Ucraina, Bielorussia, Lituania, Lettonia, Svezia, Armenia, Azerbaigian, Georgia, Russia sud-occidentale;
- B.b.guanchae (Trujillo, Ibáñez & Juste, 2002): Isole Canarie: Tenerife e La Gomera.

## Conservazione
La IUCN Red List, nonostante abbia un vasto areale è generalmente rara, la popolazione è frammentata ed è riportato un declino della popolazione a causa della perdita del proprio habitat, costituito da alberi maturi, classifica B.barbastellus come specie prossima alla minaccia di estinzione (Near Threatened).